# Ayako Fuchigami
Ayako Fuchigami (渕上 綾子 Fuchigami Ayako?, nacida el 16 de enero de 1975) es una miembro de la Asamblea Legislativa de Hokkaido, representando en ella al ku de Higashi-ku de Sapporo. Es la primera persona abiertamente trans en ocupar una posición en una asamblea prefectural en Japón.

## Vida profesional
Fuchigami nació en Ogi, Prefectura de Saga, el 16 de enero de 1975. En marzo de 1993, se graduó de la Escuela Secundaria de la Prefectura de Ogi. En el año 2000 comenzó a trabajar en el Ministerio de Agricultura japonés, donde trabajó en la investigación de una variedad de arroz capaz de cultivarse en terrenos más fríos. Más tarde, dejaría este empleo para debutar como bailarina en un club popular de Sapporo.
Fuchigami fue elegida para el cargo que ocupa actualmente en abril de 2019, para el que concurrió por el Partido Constitucional Democrático de Japón y obtuvo un escaño en la asamblea de un distrito electoral del este de la ciudad de Sapporo (capital de la isla de Hokkaido). En su campaña abogó por el reconocimiento legal de las parejas del mismo sexo y la creación de una estructura para integrar a las personas LGBT+ en el sistema educativo japonés.

## Vida personal
Ayako Fuchigami fue asignada hombre al nacer y salió del armario como mujer trans en la vida adulta.
Después de renunciar a su trabajo en el Ministerio de Agricultura, cambió oficialmente su nombre al de Ayako.